# كيسيات
القربية أو الكيسيات أو الزِقّيات أو الكأسيات (الاسم العلمي: Ascidiacea) اسم لأنواع من الحيوانات البحرية من الحبليات الذيلية (Urochordata) -والتي تعرف الآن ب(Tunicata ))- حسب مجموعة المصطلحات العلمية والفنية لمجمع اللغة العربية.
أما في قاموس المورد الحديث فإن الزقي حيوان من الزِقيّات (Ascidiacea)  ، وكذلك فإن ال(Tunicata) هي الزقيات حسب قاموس المورد الحديث.
وفي الحقيقة إن ال(Ascidiacea) هي طائفة من ال(Tunicata)  
وحسب الموسوعة الطبيعية الشاملة فإن بخّأخ البحر وثجّاج البحر والزِقّيّ هي مرادفات لنفس المعنى.

## أصل التسمية
الزِق معناها السِقاء أو جلد يُجَز ولا ينتف للشراب وغيره ،والجمع أزقاق وزِقاق وزُقّان.
ثَجّ الماء سَالَ.